# Miopanesthia discoidalis
Miopanesthia discoidalis är en kackerlacksart som beskrevs av Henri Saussure 1895. Miopanesthia discoidalis ingår i släktet Miopanesthia och familjen jättekackerlackor. Inga underarter finns listade i Catalogue of Life.